# Craig Hamilton
Pour les articles homonymes, voir Hamilton.

a Compétitions nationales et continentales officielles uniquement.

b Matchs officiels uniquement.
Dernière mise à jour le 9 août 2019.
Craig Hamilton, né le 1er septembre 1979 à Dumfries (Écosse) est un joueur de rugby à XV évoluant au poste de deuxième ligne (2,03 m et 112 kg). Il joue avec l'équipe d'Écosse de 2004 à 2005. Après plusieurs années à Édimbourg il signe en faveur du club de Tarbes Pyrénées Rugby (France, Pro D2) pour la saison 2011-2012 puis à Valence d'Agen pour la saison 2012-2013.

## Biographie
Il a eu sa première cape internationale le 19 juin 2004 contre l'équipe d'Australie.
Il joue avec Edinburgh Rugby en coupe d'Europe et en Celtic League.
En 2004-05 il a disputé la coupe d'Europe avec les Newcastle Falcons.

## Palmarès
- 5 sélections
- Sélections par années : 2 en 2004, 3 en 2005
- Tournoi des Six Nations : pas disputé